# Drickafärg
Drickafärg är en laserande målningsfärg som användes av 1700- och 1800-talets allmogemålare. Drickafärgens bindemedel utgörs av svagdricka eller öl, och liknande färg kunde tillverkas av skummjölk eller av sockerblandad ättika. Ingredienserna hämtades alltså direkt ur den av självhushållet präglade vardagen.
En tunnflytande lasyr tillverkades av bindemedel och pigment och användes för målning av träådring eller fantasimönster. Eftersom bindemedlen är svaga måste ytan fernissas när den var färdigmålad och torr.